# Piqued Jacks
Piqued Jacks – włoski zespół muzyczny, w której skład wchodzą: Andrea Lazzeretti, Francesco Bini, Tommaso Oliveri i Marco Sgaramella. Reprezentanci San Marino w 67. Konkursie Piosenki Eurowizji (2023).

## Historia
W 2019 roku zdobyli nagrodę w kategorii rockowej w festiwalu Sanremo Rock. W maju 2020 roku stali się częścią kontenera muzycznego MTV New Generation. We wrześniu 2020 roku wydali singiel „Safety Distance”, który nagrali we współpracy z Brettem Shawem. W marcu 2021 roku wydali trzeci album studyjny Synchronizer, który wyprodukowali im Julian Emery, Brett Shaw i Dan Weller.
W lutym 2023 zwyciężyli w finale festiwalu Una Voce per San Marino, dzięki czemu zostali wybrani na reprezentantów San Marino w 67. Konkursie Piosenki Eurowizji organizowanym w Liverpoolu. 11 maja wystąpili w drugim półfinale konkursu i zajęli w nim ostatnie miejsce z zerowym dorobkiem punktowym.

## Dyskografia
Albumy studyjne
- 2015 – Climb like Ivy Does
- 2016 – Aerial Roots
- 2018 – The Living Past
- 2021 – Synchronizer

EP-ki
- 2008 – Tight-Mess
- 2010 – Momo the Monkey
- 2011 – Brotherhoods
- 2013 – Just a Machine

Single
- 2013 – „My Kite”
- 2013 – „Youphoric?!”
- 2013 – „Amusement Park"”
- 2014 – „Upturned Perspectives”
- 2014 – „No Bazooka”
- 2015 – „Romantic Soldier”
- 2016 – „Shyest Kindred Spirit (Acoustic)”
- 2018 – „Eternal Ride of a Heartful Mind”
- 2018 – „Loner vs Lover”
- 2018 – „Wildly Shine”
- 2020 – „Safety Distance”
- 2020 – „Every Day Special”
- 2020 – „Golden Mine”
- 2021 – „Elephant”
- 2021 – „Mysterious Equations”
- 2021 – „Fire Brigade”
- 2022 – „Everything South”
- 2022 – „Particles”
- 2022 – „Sunflower”
- 2023 – „Like an Animal”